# Asteropella kalkei
Asteropella kalkei är en kräftdjursart som beskrevs av Louis S. Kornicker 1986. Asteropella kalkei ingår i släktet Asteropella och familjen Cylindroleberididae. Inga underarter finns listade.